# Parroquia Santa Teresa (Caracas)

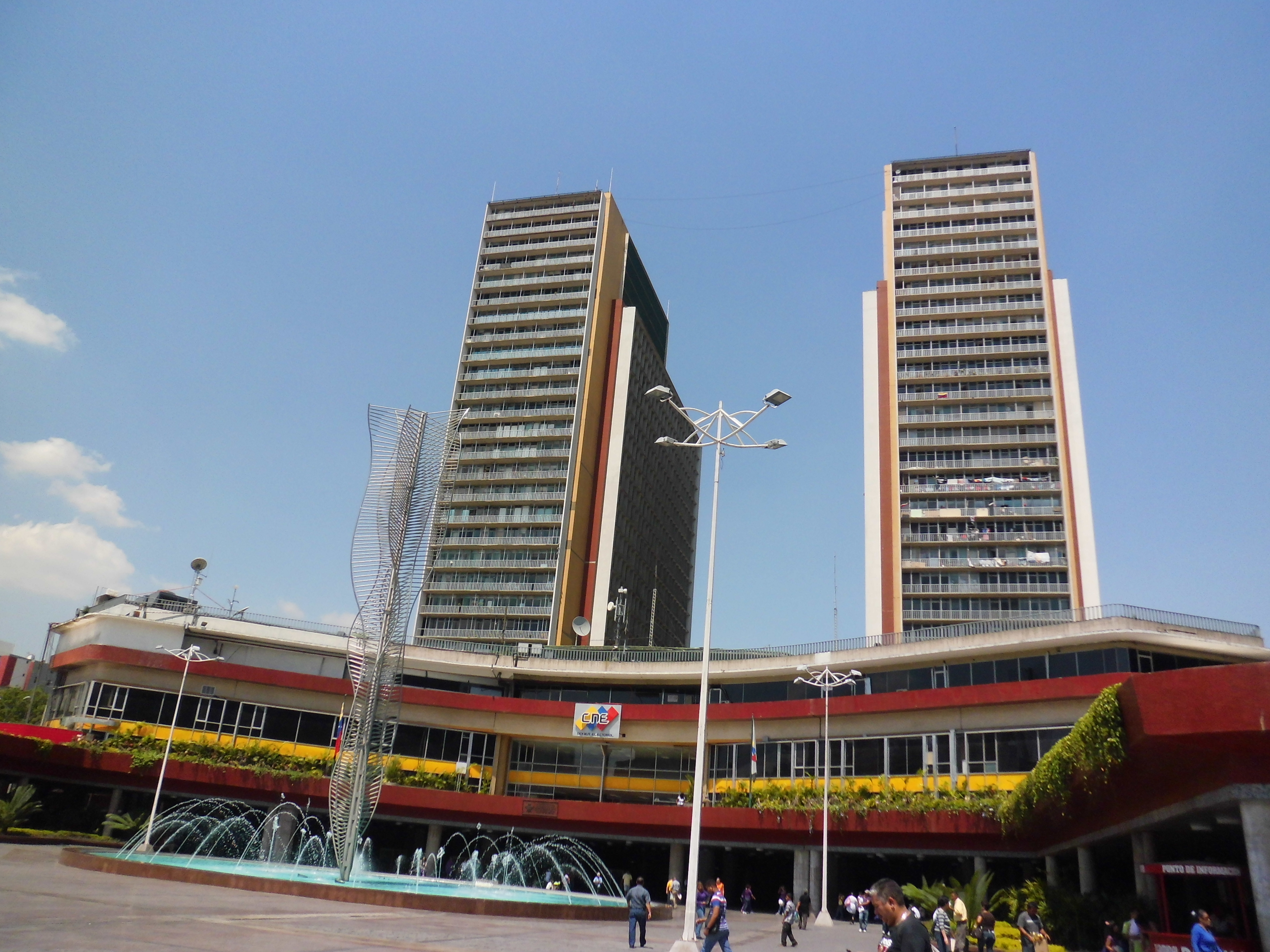
Torres del Centro Simón Bolívar o Torres del Silencio ubicadas al noroeste de la Parroquia Santa Teresa.

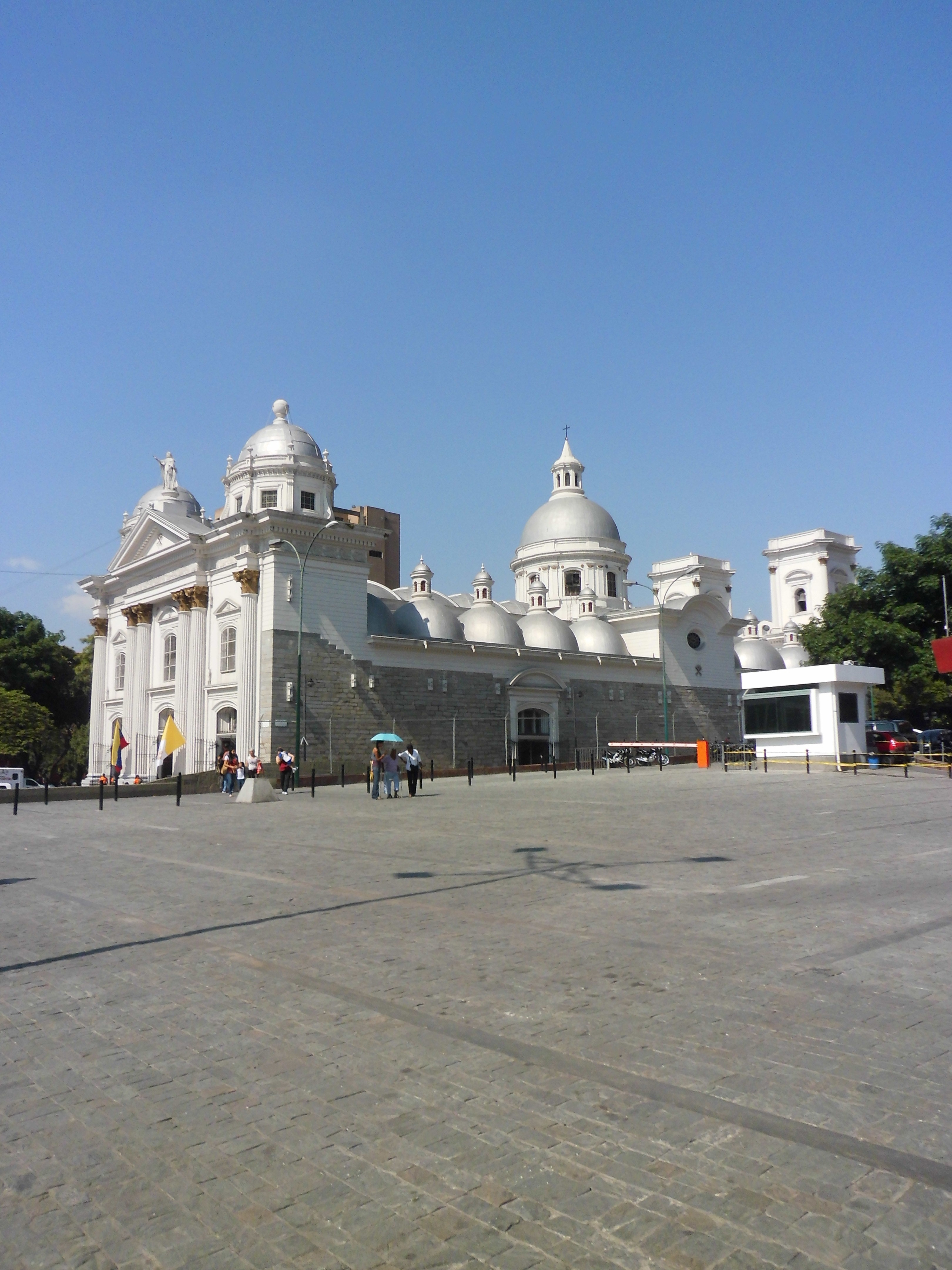
Basílica de Santa Teresa y Santa Ana.

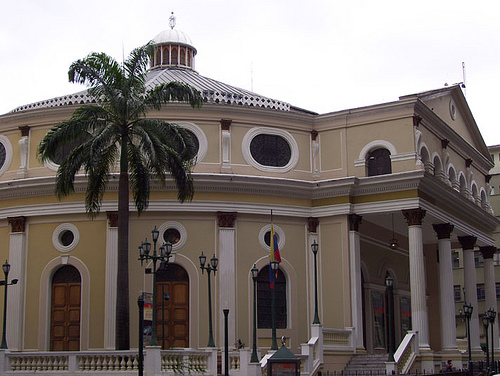
Teatro Municipal de Caracas.

La Parroquia Santa Teresa es una de las 22 parroquias del Municipio Libertador del Distrito Capital de Venezuela y una de las 32 parroquias de Caracas.

## Historia
Fue fundada como parroquia en 1874 pero ya en los años 1600 la zona norte de la actual parroquia aparecía en los mapas oficiales mientras que el sur a poco menos de 1 km se encontraban haciendas de las familias más acaudaladas de la capital, entre ellas destaca la Hacienda de la familia Simón Bolívar hoy convertida en Museo La Cuadra de Bolívar. Una vez es erigida Santa Teresa como parroquia, la zona este de la Parroquia San Pablo pasa a jurisdicción de Santa Teresa, luego a finales del siglo XIX desaparece la Parroquia San Pablo y otra sección de San Pablo pasa a Santa Teresa. 
Destacan las obras públicas inauguradas por el presidente Antonio Guzmán Blanco quien intentó transformar la ciudad de Caracas a finales del siglo XIX en "la pequeña París", para ello ordenó la demolición de la Iglesia de San Pablo entre otras estructuras, luego en 1870 se inicia la construcción de una iglesia en honor a su esposa Doña Teresa Ibarra y se termina una primera iglesia en 1873 con el nombre de Iglesia de Santa Teresa, en 1875 es ordenada la construcción de otra fachada para la iglesia que terminaría llamándose Iglesia de Santa Ana, más tarde se convertitían en la Basílica de Santa Teresa al estar unidas por un gran altar, la estructura tiene un estilo neoclásico. Desde entonces se ha seguido la tradición de rendirle culto al Nazareno de San Pablo en ésta basílica cada Semana Santa Católica. Otras obras que se encuentran en esta parroquia es el Teatro Municipal de Caracas diseñado por el arquitecto francés Esteban Ricard y culminado por Jesús Muñoz Tébar, es inaugurado el 4 de enero de 1881 y declarado monumento en 1979. El 11 de junio de 1905 es inaugurado por el presidente Cipriano Castro el Teatro Nacional.
Otra obra significativa de la parroquia es la Plaza La Concordia ordenada por el presidente Eleazar López Contreras tras la demolición de la Cárcel de La Rotunda en 1936 que sirvió durante el régimen de Juan Vicente Gómez para la tortura y apresamiento de políticos opositores. En los años cincuenta es inaugurado el Centro Simón Bolívar ubicándose las dos torres más altas de Venezuela de 103 metros de altura cada una siendo desplazadas por las Torres de Parque Central en 1979. En 1968 es inaugurada la Plaza Diego Ibarra frente a la Basílica de Santa Teresa, luego el 27 de octubre de 1976 se devela entre el Teatro Nacional y la basílica el busto del padre Sojo en conmemoración del centenario del templo, desde entonces se deja de llamar Plaza Henry Clay, nombre que mantenía desde 1928 (actualmente plaza Alí Primera). En 1983 se inaugura la que fue la plaza más grande de la ciudad hasta 1998, la Plaza Caracas que fue desplazada por la Plaza Juan Pedro López o Plaza del BCV. 
En 1996 los sectores ubicados al sur del río Guaire fueron transferidos a la Parroquia El Paraíso.

## Geografía
Es la parroquia más pequeña del Municipio Libertador y del Área metropolitana de Caracas con solo 0,8 kilómetros cuadrados, está ubicada al centro de Caracas, limita al norte con la Parroquia Catedral, al sur con la Parroquia El Paraíso, al oeste con la Parroquia San Juan y al este con la Parroquia Santa Rosalía. En la Parroquia Santa Teresa hay dos sectores, Santa Teresa y Quinta Crespo (parte este).
Según el Instituto Nacional de Estadística de Venezuela tenía una población de 20.641 habitantes para 2007 y es una de las pocas parroquias de Caracas que tiene un crecimiento negativo de la población desde 1990. Se estima que para 2023 su población sea de 45.000 habitantes. 
Pese a ser de poca extensión y ser poco poblada recibe gran cantidad de personas diarias por encontrarse varias oficinas principales de entes gubernamentales entre los que destacan el Consejo Nacional Electoral, el Palacio de Justicia, las Torres del Centro Simón Bolívar mejor conocidas como Torres del Silencio donde se encuentran las sedes principales de varios Ministerios de Venezuela así como la Oficina Nacional de Identificación y Extranjería (SAIME). Algunos organismos municipales como la Superintendencia Municipal de Administración Tributaria (SUMAT) también se encuentran en la parroquia.
Entre otras de las instituciones importantes que tienen su sede en esta parroquia destacan el equipo de baloncesto Cocodrilos de Caracas, Laboratorios Vargas.

### Esquinas de la parroquia
- Bárcenas
- Cipreses
- Cruz Verde
- Las Piedras
- Palmita
- Reducto
- Santa Rosalía
- Santa Teresa
- Velásquez
- Miracielos
- Glorieta
- Cárcel
- Monzón
- Castán
- El Carmen
- Mamey
- Dolores
- Río
- Quinta Crespo
- El Hoyo
- Pilita
- Hospital
- Municipal
- Candilito

## Medios de comunicación
Al sur de la Parroquia Santa Teresa en el sector de Quinta Crespo se encontraba la sede de uno de los canales privados de Venezuela, RCTV así como su casa matriz el Grupo 1BC que dirigía además las tiendas de discos Recordland, la disquera Sonográfica y las emisoras de radio 92.9 Tu FM y Radio Caracas Radio. De igual forma actualmente en la parroquia hace vida la emisora Alba Ciudad 96.3 FM y el Canal Cultura, ambos medios de comunicación pertenecientes al Ministerio del Poder Popular para la Cultura ubicados en la Torre Norte de Las Torres del Centro Simón Bolivar.